# Molophilus (Molophilus) coronarius
Molophilus (Molophilus) coronarius is een tweevleugelige uit de familie steltmuggen (Limoniidae). De soort komt voor in het Australaziatisch gebied.